# Wrzeszcz
Wrzeszcz (Duits: Langfuhr) is een wijk van Gdańsk nabij het centrum van de stad. Voor de Tweede Wereldoorlog was dit een voorstad van de stad Danzig met als oorspronkelijke Duitse naam Langfuhr (Lange Vaart).

## Geboren
- Friedrich-Karl von Plehwe (1912-1998), militair, jurist, diplomaat
- Günter Grass (1927-2015), Duits schrijver en Nobelprijswinnaar (1999)
- Richard Ross (1946-2001), Nederlands goochelaar

Aniołki · Brętowo · Brzeźno · Chełm-Południe · Jelitkowo · Kokoszki · Krakowiec-Górki Zachodnie · Letnica · Matarnia · Młyniska · Nowy Port · Oliwa · Olszynka · Orunia-Św.Wojciech-Lipce · Osowa · Piecki-Migowo · Przymorze · Rudniki · Siedlce · Stogi z Przeróbką · Strzyża · Suchanino · Śródmieście · VII Dwór · Wrzeszcz · Wyspa Sobieszewska · Wzgórze Mickiewicza · Zaspa-Młyniec · Zaspa-Rozstaje · Żabianka-Wejhera-Jelitkowo-Tysiąclecia